# Kongress von Ba

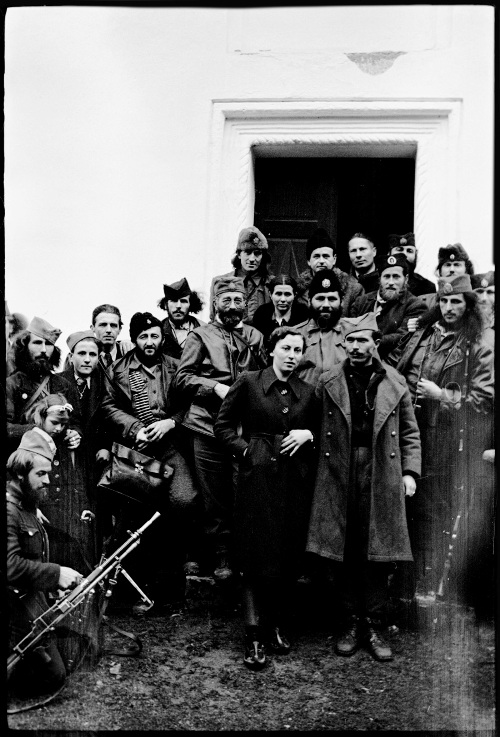
Draža Mihailović mit weiteren Tschetniks während des Kongresses von Ba am 28. Januar 1944. Rechts von Mihailović steht der US-amerikanische Captain serbischer Abstammung George Musulin.

Der Kongress von Ba, euphemisch St.-Sava-Kongress (serbisch Светосавски конгрес Svetosavski kongres), offiziell Kongres predstavnika ravnogorskog pokreta, političkih stranaka, nacionalnih organizacija i ustanova i javnih radnika (Kongress der Vertreter der Ravna-Gora-Bewegung, politischen Parteien, nationalen Organisationen und Institutionen und öffentlichen Arbeiter), wurde vom 25. bis 28. Januar 1944 im Dorf Ba bei Ravna Gora im westlichen Serbien abgehalten. Der Kongress der von Dragoljub Mihailović geführten monarchistisch-nationalserbischen Tschetnikbewegung fand mit der stillschweigenden Zustimmung der deutschen Besatzungsmacht statt. Als Antwort auf die AVNOJ-Beschlüsse aus dem Jahr 1943, sollte der Kongress über die zukünftige Gestaltung Jugoslawiens nach dem Zweiten Weltkrieg beraten. Hierbei war das Verhältnis zwischen serbischen und nichtserbischen Delegierten (274 Serben, 2 Kroaten, 1 Slowene, 1 Moslem) ein unmissverständlicher Hinweis auf die Glaubwürdigkeit des Kongresses für die anderen Völker Jugoslawiens.

## Entwicklung
Anders als bei den AVNOJ-Beschlüssen trafen sich verschiedenste Parteien und Ansichten. Als gemeinsame Richtlinie wurde beschlossen, dass Jugoslawien als konföderativer Staat und parlamentarische Monarchie reorganisiert werden solle. Der Kongress wird als Reaktion auf die AVNOJ-Beschlüsse betrachtet.
Als Austragungsort für den Kongress wurde das Dorf Ba ausgewählt, das sich unter Kontrolle der Jugoslawischen Armee im Vaterland befand. Das Dorf wählte Dragoljub Mihailović persönlich aus. Die Ortschaft bot guten Schutz gegen überraschende Angriffe, zudem zählte die Ortschaft zu den reicheren und konnte zum Lebensunterhalt der Abgeordneten beitragen. Zum Organisatoren für den kommenden Kongress wurde der Kommandant des ersten Ravna Gora-Korps Zvonimir Vučković befehligt. Als Gebäude für den Kongress wurde die örtliche Volksschule Königin Maria gewählt. Die Wände im Inneren der Schule wurden niedergerissen, um größere Räume zu bekommen. In der direkten Nähe zur Schule wurde eine öffentliche Tribüne für die Abgeordneten gebaut. Eine Einheit von etwa 2.000 Soldaten wurde für den Schutz der Abgeordneten bereitgestellt, die sich außerhalb der Ortschaft bewegte. Die örtliche Jugendgruppe organisierte ein Trachtenfestival, um dem Kongress zusätzlich Tarnung zu geben. Während des gesamten Kongresses wurden Wettbewerbe veranstaltet.

## Delegierte

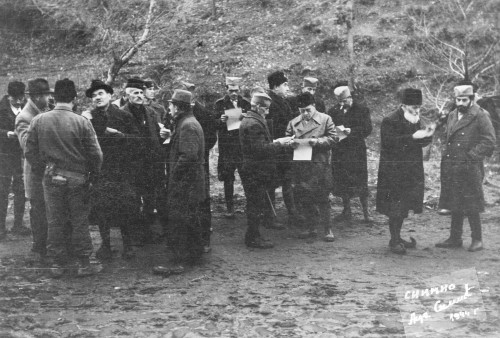
Delegierte während einer Pause.

Am 25. Januar 1944 trafen sich am Vormittag die Delegierten aller jugoslawischen Parteien, ausgenommen der Kommunistischen Partei Jugoslawiens, der Demokratischen Partei von Milan Grol und der Kroatischen Bauernpartei. Insgesamt waren 294 Abgeordnete aus fünf Parteien vertreten:
- Die Sozialistische Partei Jugoslawiens - Dr. Živko Topalović
- Die Demokratische Partei - Dr. Adam Pribićević
- Die Serbische Landarbeiter Partei - Dr. Dragoljub Jovanović
- Die Republikanische Partei - Anton Krejčin
- Die Jugoslawische Nationale Partei - Ing. Vladimir Predavec

Dragoljub Mihailović kam am Nachmittag in Begleitung von Stevan Moljević, dem Kommandanten des 2. Ravna Gora-Korps Predrag Raković, Oberstleutnant Luka Baletić und Major Baja Matrićević und eröffnete den Kongress.

### 1. Tag
Mit der eigentlichen Sitzung wurde am 26. Januar 1944 begonnen. Stevan Moljević eröffnete die Sitzung als Vertreter der Jugoslawischen Armee im Vaterland mit einem Vortrag („Über die Organisation des jugoslawischen Staates nach dem Krieg“), ihm folgte der Vortrag („Über die gesetzliche und verfassungsmäßige Ordnung des jugoslawischen Staates“) von Živko Topalović als Vertreter aller anderen Parteien. Danach beschwor Dragoljub Mihailović die Abgeordneten zu einer gemeinsamen und konstruktiven Lösung und beendete seine Rede mit den Worten Es lebe die jugoslawische, demokratische Nation! Es lebe Jugoslawien!

### 2. Tag
Am 27. Januar 1944 hielten ihre Vorträge die Delegierten der Demokratischen Partei („Über die Nachteile der Beschlüsse des AVNOJ-Kongresses“), des Weiteren Mustafa Mulatić als Vertreter der Muslime, der Slowene Anton Krejčin aus Maribor von der Republikanischen Partei und der Kroate Vladimir Predavec aus Zagreb von der Jugoslawischen Nationalen Partei. Danach zogen sich die Abgeordneten zur Beratung über die endgültige Abstimmung zurück.

### 3. Tag
Am 28. Januar 1944 kam es zur Abstimmung und zur so genannten Resolution von Ba mit ihren insgesamt 18 Punkten, die eine gänzlich andere Linie vertrat als die AVNOJ-Beschlüsse. Unter anderem wurde beschlossen:
- Dass sich der Kongress für eine gesamtstaatliche Erneuerung Jugoslawiens ausspricht
- Jugoslawien sollte als parlamentarische Monarchie, bestehend aus drei föderativen Ländern Serbien, Kroatien und Slowenien, organisiert werden
- Der Kongress erkannte Peter II. als Monarchen an nach der Verfassung und den Gesetzen Jugoslawiens
- Der Kongress verurteilte aufs Schärfste die Aktionen der Kommunistischen Partei Jugoslawiens, die sich mit den AVNOJ-Beschlüssen von der allgemeinen nationalen Linie getrennt und eine Parteiarmee geschaffen habe, mit dem Ziel der Machtergreifung und Diktatur in Jugoslawien
- Der Kongress sprach sein ganzes Vertrauen zum Volk aus, das in Gemeinschaft mit den vereinigten Völkern und Nationen der Alliierten den Krieg gewinnen würde
- Die gemeinsame Jugoslawische Demokratische Volksgemeinschaft (Jugoslovenska Demokratska Narodna Zajednica - JUDENAZ) wurde gegründet, mit Živko Topalović von der Sozialistischen Partei als Vorsitzenden

Mit der Verlesung der Resolution von Ba wurde der Kongress offiziell beendet.

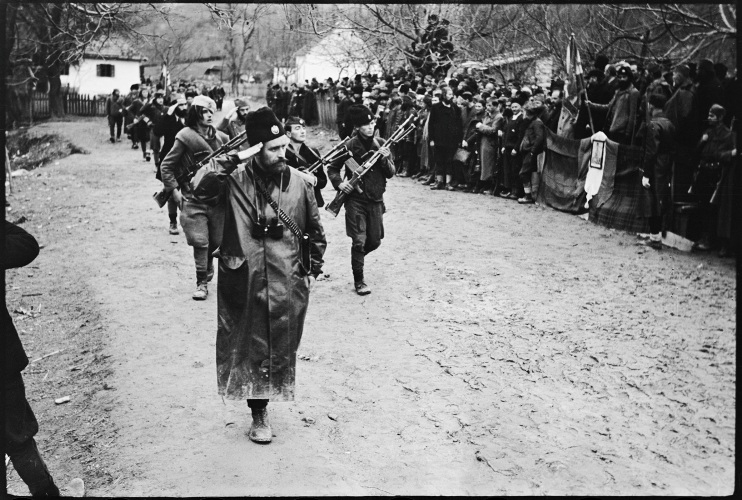
Militärparade zum Abschluss des Kongresses von Ba am 28. Januar 1944.

## Verspätete Beschlüsse
Davon ausgehend, dass der Kongress zur gleichen Zeit stattfand wie die Konferenz in Teheran, in der die Alliierten auf Druck Moskaus beschlossen, in Zukunft die Jugoslawische Volksbefreiungsarmee in Jugoslawien zu unterstützen, werden die Beschlüsse des Kongresses als die verspäteten Beschlüsse angesehen. Die Differenzierung der Kräfteverhältnisse in Jugoslawien war schon abgeschlossen, so dass die Beschlüsse des Kongresses kaum zu realisieren waren. Zudem blieben die verschiedenen politischen Ansichten weiterhin ein ungelöstes Problem, weswegen die gemeinsame Linie von Anfang an schwächelte und deshalb von der Bevölkerung kritisch aufgenommen wurde. Kritisiert wurde unter anderem das Fehlen eines festen Programms, weshalb die Alliierten in den Kommunisten mit ihrem klaren Programm und stärkeren Zielen als den stärkeren Partner sehen und letztendlich ihnen die Unterstützung zusprechen würden. Der Kongress wurde von den Kommunisten und von der Marionettenregierung Milan Nedić' verurteilt.